# Jan Danebod
Jan Danebod (født 1977 i Næstved) er en dansk billedkunstner.
Jan Danebod er uddannet billedkunstner fra Det Jyske Kunstakademi i 2006, og han har siden 1990 været en markant profil i det danske graffiti miljø.
Har bl.a. lavet scenografisk udsmykning til forestillingen Junglebogen på Nørrebro Teater og Penetrator på teatret Svalegangen.
 Der er for få eller ingen kildehenvisninger i denne artikel, hvilket er et problem. Du kan hjælpe ved at angive troværdige kilder til de påstande, som fremføres i artiklen.